# Kereszttaták
A Kereszttaták (eredeti címe: The Crew) egy 2000-ben bemutatott amerikai fekete humorú bűnügyi vígjáték, amelyet Michael Dinner rendezett. A produkció főszerepében Burt Reynolds, Seymour Cassel, Richard Dreyfuss és Dan Hedaya.
A film premierje 2000. augusztus 21-én futott az Egyesült Államokban, Magyarországon videókazettán volt elérhető 2001. március 15-től.

## Cselekmény
Négy nyugdíjas maffiózó egy utolsó bűntényt tervez, hogy megmentsék lakásukat egy idősek otthonában. A tulajdonosok a lakbéremeléssel próbálják őket kiszorítani, hogy a lakásokat fiatal, tehetős South Beach-i pároknak adhassák ki. A négy maffiózó kiterveli, hogy ellopnak egy hullát a hullaházból, hogy egy megrendezett gyilkossági jelenetben "áldozatként" használják fel. Nem tudják, hogy a holttest Luis Ventanna, egy kolumbiai drogcsempészhálózat vezetője volt. A "gyilkosság" miatt a fiatal bérlők közül sokan elmennek, a négy férfi pedig készpénzt és lakbérkedvezményt kap a komplexumtól, hogy továbbra is ott lakjanak. A pénz nagy részét elherdálják és nőkre költik, köztük Ferrisre, a sztriptíztáncosra, aki megtudja, hogy a négy férfi megrendezte a gyilkosságot.
Hogy a nőt csendben tartsák, a négy férfi úgy dönt, hogy megölik Ferris mostohaanyját, de ehelyett elrabolják, és a halálát megrendezve felgyújtják a kúriáját. Eközben véletlenül felgyújtják a drogcsempész fiának házát, aki történetesen egy közeli kúriában lakik. Mivel a drogbáró úgy véli, hogy valaki a hatalmára próbál törni, 100 000 dollárt ajánl fel annak, aki elhozza neki a felelős fejét. Ennek eredményeképpen a négy férfi lakásában összecsapás alakul ki, melynek során elfognak egy rendőrnőt és társát, az egyik öregurat, Ferrist és a mostohaanyát.
A többi öregnek sikerül elmenekülnie, és megostromolják régi maffiózós bűntársaikkal a hajót, ahol a drogbáró fogva tartja foglyait. Ezután átadják a drogcsempészeket a rendőrségnek a drogszállítmánnyal együtt. Egy teherautónyi kubai szivart a férfiak magukkal visznek, és arra használják, hogy a lakókomplexumukat "a szerencsétlen öregfiúk nyugdíjasotthonává alakítsák".

## Szereplők
| Szerep                      | Színész          | Magyar hangja  |
| --------------------------- | ---------------- | -------------- |
| Bobby Bartellemeo           | Richard Dreyfuss | Kristóf Tibor  |
| Joey "Ütős" Pistella        | Burt Reynolds    | Barbinek Péter |
| Mike "Tompa" Donatelli      | Dan Hedaya       | Szokolay Ottó  |
| Tony "Dumás" Donato         | Seymour Cassel   | Papp János     |
| Olivia Neal nyomozó         | Carrie-Anne Moss | Ullmann Zsuzsa |
| Ferris "Maureen" Lowenstein | Jennifer Tilly   | Biró Anikó     |
| Pepper Lowenstein           | Lainie Kazan     | Szabó Éva      |
| Raul Ventana, drogbáró      | Miguel Sandoval  | Varga Tamás    |
| Steve Menteer nyomozó       | Jeremy Piven     | Dózsa Zoltán   |
| Escobar                     | José Zúniga      | n.a            |
| Marty                       | Frank Vincent    | n.a            |
| Miguel                      | Carlos Gómez     | n.a            |
| Jorge                       | Mike Moroff      | n.a            |

## Fogadtatás
A Kereszttaták nem kapott jó kritikát. A Rotten Tomatoeson 20%-os minősítést kapott 85 értékelés alapján, az összefoglaló szerint: „Bár a négy színész jó csapatot alkot, a viccek elcsépeltek és nem nevetsz tőlük”. A MetaCriticen 37 pontot ért el a 100-ból 28 vélemény alapján.
Roger Ebert a Chicago Sun Timestól azt írja: „A Kereszttaták csak kitaláció, és egy percig sem hisszük másképp.” Shawn Levy a The Oregoniantól azt írta: „Lapos, ügyetlen és nyilvánvaló rendezésbe fullad.” Jonathan Foreman a New York Posttól úgy vélte: „Néha fergeteges, de többnyire szitkomszerű vénember-vígjáték.”
A film nem teljesített jól pénzügyileg sem. A Box Office Mojo szerint 38 millió dolláros költségvetéssel dolgoztak, amire 13 millió dolláros bevételt értek el.